# Microsoft Expression Blend
Microsoft Expression Blend（マイクロソフトエクスプレッションブレンド）とは、マイクロソフトが2007年2月16日より販売を始めたXAMLベースのユーザーインターフェース設計ツールである。単品のほか、Expression Studioの一部として販売される。Visual Studio 2012 より Blend は Visual Studio に統合された。

## 概要
本製品はデザイナー向けとされ、主にVisual Studioとの連携で使用される。Windows Presentation Foundation（WPF）を利用したアプリケーションの作成についてはVisual Studio 2005にてサポートされたが、各オブジェクトの配置程度のものでしかない。そこで、ユーザーインターフェース部分のデザインを受け持つのが本製品で、以下のことが可能である。
- 図形などを用いたオブジェクトごとの編集
- オブジェクトのイベントやプロパティごとにアニメーションを設定し、タイムラインで動きを編集
- Visual Studioとのプロジェクトの共有

なお、本製品にはVisual Studio 2005 Standard（後述のExpression Blend 2は2008）が同梱されている。

## Expression Blend 2
2008年7月18日にリリースされたExpression Blend 2は、WPFのほかにSilverlightにも対応し、クロスプラットフォーム向けのリッチインターネットアプリケーション設計ツールとしての性格も持った。

## Expression Blend 3
2009年7月22日にリリースされたExpression Blend 3では、Adobe Photoshop形式のファイル（PSDファイル）とAdobe Illustrator形式のファイル（AIファイル）の取り込みに対応し、その他ユーザーインターフェイスのプロトタイプの作成を支援するSketch Flowなどの機能も追加された。

## Expression Blend 4
Expression Blend 4は2010年6月7日にリリースされた。

### Expression Blend 4 for Windows Phone
Expression Blend 4にWindows Phone 7上で動作するアプリケーションのユーザインタフェースデザインを行う機能を付加するもの。2010年4月29日にPreview2がリリースされた。

## Blend for Visual Studio 2012
- Visual Studio 2012に同梱されている製品。製品名に「Expression」という名前はついていない。
- Windows 8で使われるWindows ストア アプリおよび、Windows Phone SDKをインストールした場合は Windows Phone アプリのデザインをサポートする。
- WPFやSilverlightのデザインは、Visual Studio 2012 Update 2 という更新プログラムで対応する予定であることが発表された。
- 内部バージョンは 5。

## Blend for Visual Studio 2013
Visual Studio 2013 に同梱されている。

## Blend for Visual Studio 2015
Visual Studio 2015 に同梱されている。

## Blend for Visual Studio 2017
Visual Studio 2017 に同梱されている。

## Blend for Visual Studio 2019
Visual Studio 2019 に同梱されている。

## Blend for Visual Studio 2022
Visual Studio 2022 に同梱されている。Silverlightのサポート終了に伴い、SilverlightのUIデザイン機能が削除された。内部バージョンは17 (Visual Studio 2022 と同じ)